# Horst Seehofer
Horst Lorenz Seehofer (Ingolstadt, Bajorország, 1949. július 4. –) Bajorország miniszterelnöke és a Bajor Keresztényszociális Unió (CSU) elnöke volt.
Miután pártja 1950 óta legrosszabb eredményét érte el a 2018. október 14-ei bajor tartományi választáson, Seehofer november 16-án hivatalosan bejelentette, hogy távozik a CSU éléről, megtartva 2018 márciusa óta birtokolt szövetségi belügyminiszteri tisztségét. A CSU német szövetségi kormánykoalíciós partnerének elnöke, Angela Merkel ugyanezt tette, miután pártja, a CDU ugyancsak leszerepelt a 2018. október 28-án tartott hesseni tartományi választáson, megtartva kancellári címét.

## Politikai pályája
A bajorországi Ingolstadtban született 1949-ben. Alap- és középfokú tanulmányait szülővárosában végezte, majd 1979-ben Münchenben szerzett közigazgatási diplomát. Ifjúkorától foglalkozott politikával, 20 évesen tagja lett a Fiatal Unió nevű ifjúsági szervezetnek, rá két évvel, 1971-ben pedig belépett a Bajor Keresztényszociális Unióba, a CSU-ba. Hamar, már 1980-ban a Bundestag képviselőjévé választották, amelynek 2008-ig folyamatosan tagja is maradt (mandátumát szülővárosának, Ingolstadt kerületében szerezte mindig). 1989-ben Munka és szociális ügyek minisztériumának parlamenti államtitkára lett, 1992-ben egészségügyi miniszteri kinevezést kapott, amelyet a Kohl-kormányokban 1998-ig töltött be. 1998 és 2004 között a CDU/CSU bundestagi frakcióvezető helyetteseként tevékenykedett, szintén ebben az időszakban a CSU elnökhelyettese is volt.
Angela Merkel kormányában 2005-ben az élelem- és mezőgazdaság-ügyi miniszteri posztot kapta meg, amelyet 2008-ig töltött be. 2008. október 25-én a CSU elnökének, október 27-én pedig Bajorország miniszterelnökének választották meg. Első ciklusában közösen kormányzott a liberálisokkal. Rövid ideig, alig egy hónapig Németország elnöki tisztségét is betöltötte. Második kormánya 2013 októberében alakult meg.